# 100-мм корабельная пушка (Б-24)
100-мм корабельная пушка образца 1936 года (Б-24) — советское артиллерийское орудие, разработанное в январе 1932 года в КБ завода «Большевик». Б-24 имело длину ствола 45 калибров и предназначалось для установки на подводные лодки. Для стандартизации устройства ствола и внутренней баллистики нового орудия с аналогичными характеристиками находившегося в разработке зенитного орудия для надводных кораблей Б-14, длину ствола увеличили до 51 калибра.
После всесторонних испытаний в июле-августе 1935 и феврале 1936 года артустановка Б-24 (впоследствии Б-24ПЛ) была запущена в серию.
В 1936 году было принято решение о замене устаревших 4" орудий на надводных кораблях. С этой целью артустановку Б-24 модифицировали, оснастив броневым щитом и легкосъёмным стволом-моноблоком длиной в 56 калибров. Модификация получила обозначение Б-24БМ.

## Характеристики
- Количество стволов: 1
- Тип ствола: скреплённый (Б-24БМ — свободная труба).
- Полная длина ствола: 5100 мм (Б-24БМ — 5795)
- Длина свободной трубы (Б-24БМ): 5350 мм
- Вес свободной трубы (Б-24БМ): 524 кг
- Число нарезов: 40

- Ширина нарезов: 5,3 мм

- Ширина полей 2,55 мм

- Максимальное давление: 3100 кг/см²
- Дульная энергия: 644 т м
- Живучесть ствола при боевом заряде: 800 выстрелов
- Подача: ручная
- Время ручного открывания и закрывания затвора: 2 с
- Досылка: ручная
- Максимальная начальная скорость снаряда: 872 м/с (Б-24БМ — 900)
- Количество и тип прицелов: 1 х ПЛ (Б-24БМ — ЛБ-13-1)
- Масса, т:
  - качающейся части одного орудия: 3,63 (Б-24БМ — 4,01)
- Расчёт: 5 чел.

Всё по

## Использование
На 1 января 1941 году в ВМФ имелось 76 установок Б-24ПЛ и 187 Б-24БМ. В первой половине 1941 года сдано ещё 60 шт. Б-24БМ.
Б-24ПЛ за годы войны было сдано всего 5 шт. В 1946-50 годах для вооружения подводных лодок на заводе № 4 выпущено 63 артиллерийские установки Б-24ПЛ.

Орудиями Б-24ПЛ были перевооружены почти все подводные лодки (подлодки) типа «Декабрист» I серии и типа «Ленинец» II серии, а также вооружены новые подлодки типов «Правда» (IV серия), «С» (IX и IX-бис серии), «Ленинец» (XI, XIII, XIII-бис серии), «К» (XIV серия). Орудиями этого типа была вооружена и часть эскадренных тральщиков типа «Владимир Полухин».
Орудиями Б-24БМ вооружались, помимо остальных тральщиков типа «Владимир Полухин», тральщики типа «Фугас», сторожевые корабли и канонерские лодки типа «Усыскин».
В годы Великой Отечественной войны орудиями Б-24 вооружались бронеплощадки некоторых бронепоездов (например, 73-й отдельный бронепоезд).
Орудия этого типа устанавливались на береговых батареях Дальнего Востока, Прибалтики, черноморского побережья Кавказа (например четырёхорудийная батарея № 394 под командованием капитана А. Э. Зубкова в Цемесской бухте) и Крыма. Во время обороны Севастополя весной 1942 года Б-24 в полубашнях, изготовленных на севастопольских заводах, устанавливались в дотах на сухопутном обводе обороны города.